# Stanisława Sowińska
Stanisława Sowińska, ps. „Barbara”, „Natka” właśc. Necha Zalcman (ur. 4 kwietnia 1912 w Łodzi, zm. 24 listopada 2004) – polska działaczka komunistyczna, pisarka.

## Życiorys
Pochodziła z łódzkiej rodziny robotniczej. Ukończyła siedem klas szkoły powszechnej. Pracowała w fabrykach włókienniczych i metalowych. Od 1934 roku działała w Komunistycznej Partii Polski, za co została uwięziona w latach 1938–1939. Ocalała z Zagłady w Horodyszczach i Baranowiczach. W 1942 przedostała się do Warszawy, gdzie działała w Polskiej Partii Robotniczej. Kierowniczka Sekretariatu Oddziału Informacji (wywiadu) Gwardii Ludowej, bliska współpracowniczka Mariana Spychalskiego. Po wojnie funkcjonariuszka Głównego Zarządu Informacji Wojska Polskiego w latach 1946–1948. 
W latach 1949–1954 ofiara czystki władz komunistycznych – w ramach walki z tzw. odchyleniem prawicowo-nacjonalistycznym, skazana i uwięziona w areszcie na ul. Rakowieckiej w Warszawie. W czasie śledztwa nie dostarczyła informacji mogących stanowić podstawę do skazania Mariana Spychalskiego. Została wypuszczona na wolność 8 grudnia 1954 roku.
Pracowała w Państwowym Wydawnictwie Naukowym. W 1981 wyemigrowała do Francji, gdzie uzyskała azyl polityczny. Tam też zmarła.
Opublikowała wspomnienia z okresu okupacji „Lata walki” (1946 w „Głosie Ludu”, 1948), zbiór wspomnień „Rozszumiały się wierzby” (1961, 1964), powieść „Kwiaty łódzkie” (1958), sztukę „Łęgi idą” („Teatr Ludowy” nr 4/1959), powieści podróżnicze „Wyprawa Armanda” (1959) i „Pod znakiem Trójzęba” (1969), wspomnienia z lat aresztowania w stalinowskim więzieniu „Gorzkie lata”.

## Życie prywatne
Była żoną gen. Aleksandra Kokoszyna.

## Ordery i odznaczenia
- Order Krzyża Grunwaldu III klasy[6]
- Medal za Warszawę 1939–1945 (17 stycznia 1946)[7]
- Złota Odznaka honorowa „Za Zasługi dla Warszawy” (1967)[8]